# Dizionario enciclopedico Melzi
Il Dizionario Enciclopedico Melzi, il nuovissimo è un dizionario enciclopedico linguistico e scientifico edito da Vallardi, elaborato per la prima volta dal professore e letterato Giovanni Battista Melzi (1844 - 1911).
Ancora oggi pubblicato, ha rappresentato, per l'Italia tra la fine del diciannovesimo secolo e la prima metà del Novecento, un importante strumento di consultazione enciclopedica.
La prima edizione, dal titolo "Nuovo Dizionario Universale della Lingua Italiana, Storico, Geografico, Scientifico, Biografico, Mitologico, Ec." (964 pagg.) fu edita a Parigi nel 1881 dall'editore Garnier Freres. La prima edizione stampata in Italia è del 1884, da parte dell'editore Riccardo Margeri di Napoli. Dal 1890 l'opera è stata edita a Milano da Vallardi, col titolo "Il Novissimo Melzi". Questa enciclopedia di formato ridotto incontrò presto il favore del pubblico e nel 1910 le vendite superarono già le 320 000 copie. Di particolare pregio, perché gli aggiornamenti alle singole voci della parte Scientifica vennero elaborati dal geografo Luigi Filippo De Magistris, l'Edizione del 1939, corredata di un'utilissima Appendice storica-biografica e geopolitica.